# Antonio Innocenti (calciatore)
Antonio Innocenti (Bologna, 6 luglio 1922 – Bologna, 12 agosto 1985) è stato un calciatore italiano, di ruolo centrocampista.

## Carriera
Cresciuto nel Bologna, entra nella rosa di prima squadra nella stagione 1940-1941, in cui disputa una partita in Coppa Italia. Con i felsinei ha esordito in Serie A il 13 dicembre 1942 nella partita Vicenza-Bologna (0-1), e nelle annate successive viene prestato a diverse squadre delle serie inferiori. Gioca il campionato di Divisione Nazionale 1943-1944 con la Panigale, sempre nel capoluogo emiliano, e dopo la guerra milita nel Fanfulla, con cui nella stagione 1945-1946 gioca nel campionato misto di Serie B e C, che in quell'anno costituiva il secondo livello del calcio italiano; trascorre a Lodi anche la stagione 1946-1947, nella quale disputa 15 partite in Serie B. Rientrato al Bologna, viene ceduto di nuovo in prestito al Pescara, con cui gioca altre 24 partite in seconda serie nella stagione 1947-1948.
Nel campionato di Serie C 1950-1951 è al Rimini, con cui gioca da titolare totalizzando 28 presenze e 7 reti.

## Palmarès

### Club

#### Competizioni nazionali
- Campionato italiano: 1

Bologna: 1940-1941